# Pulley (Shropshire)
 (août 2024).
Pulley est un village du Shropshire, en Angleterre.